# Purnama (Tegalampel)
Purnama is een bestuurslaag in het regentschap Bondowoso van de provincie Oost-Java, Indonesië. Purnama telt 2517 inwoners (volkstelling 2010).